# Strelitzia nicolai
Strelitzia nicolai, nota come strelitzia gigante, è originaria delle foreste costiere sempreverdi comprese tra il Sudafrica orientale (da East London in poi), il Mozambico meridionale e lo Zimbabwe, zone dove è chiamata inkhamango in lingua xhosa, isigude o isigceba in lingua zulu e natalse wildepiesang in afrikaans. Cresce in boscaglie lungo la costa (da cui il nome inglese coastal strelitzia) e in ambienti umidi e ombreggiati, spesso lungo i fiumi.
Il nome scientifico nicolai deriva dal granduca di Russia Nikolaj Nikolaevič Romanov, appassionato di piante tropicali.
Presenta fusti legnosi eretti che possono raggiungere un'altezza di 12 metri, con apparato radicale particolarmente invasivo. Le foglie giungono ad una lunghezza di 2 metri con una larghezza di 50 centimetri, di colore grigio-verde, e sono disposte a ventaglio sulla sommità dei fusti, in modo simile a Ravenala madagascariensis. La loro somiglianza con quelle del banano ha originato i nomi inglesi wild banana e Natal wild banana.
I forti venti tendono a frazionare la lamina fogliare e di conseguenza la Strelitzia nicolai assume un tipico aspetto da «palma».

L'infiorescenza, alta fino a 18 centimetri e lunga 45, è composta da una brattea blu scuro, sepali bianchi e una vistosa spata violacea. I fiori, che compaiono in estate dopo almeno 5 anni, sono seguiti da capsule di semi triangolari. 

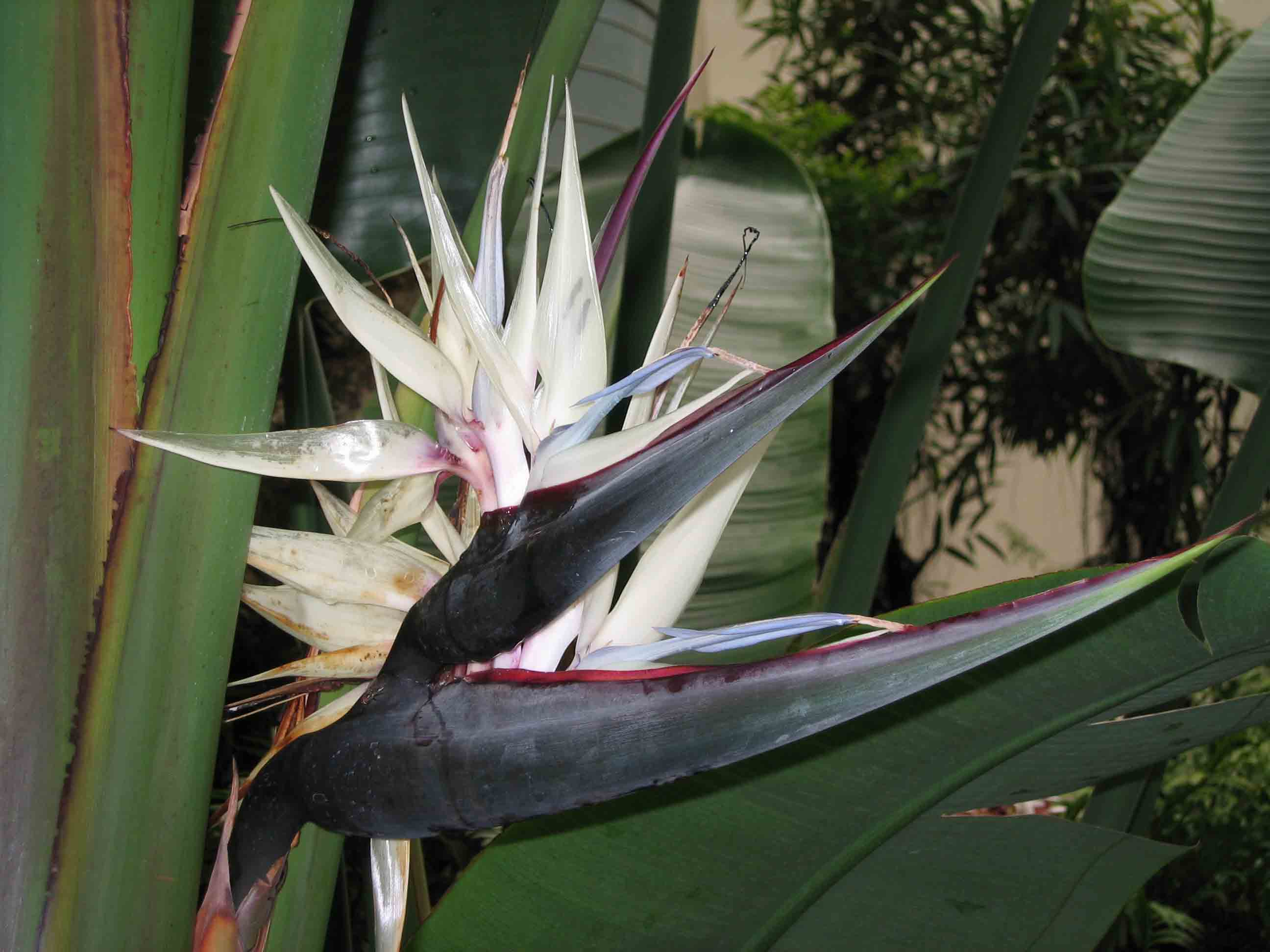
Infiorescenza di Strelitzia nicolai

Viene spesso confusa con Strelitzia alba (il cui sinonimo è Strelitzia augusta), dalla quale differisce per l'infiorescenza, che in Strelitzia nicolai è composita e in Strelitzia alba è semplice e completamente bianca.

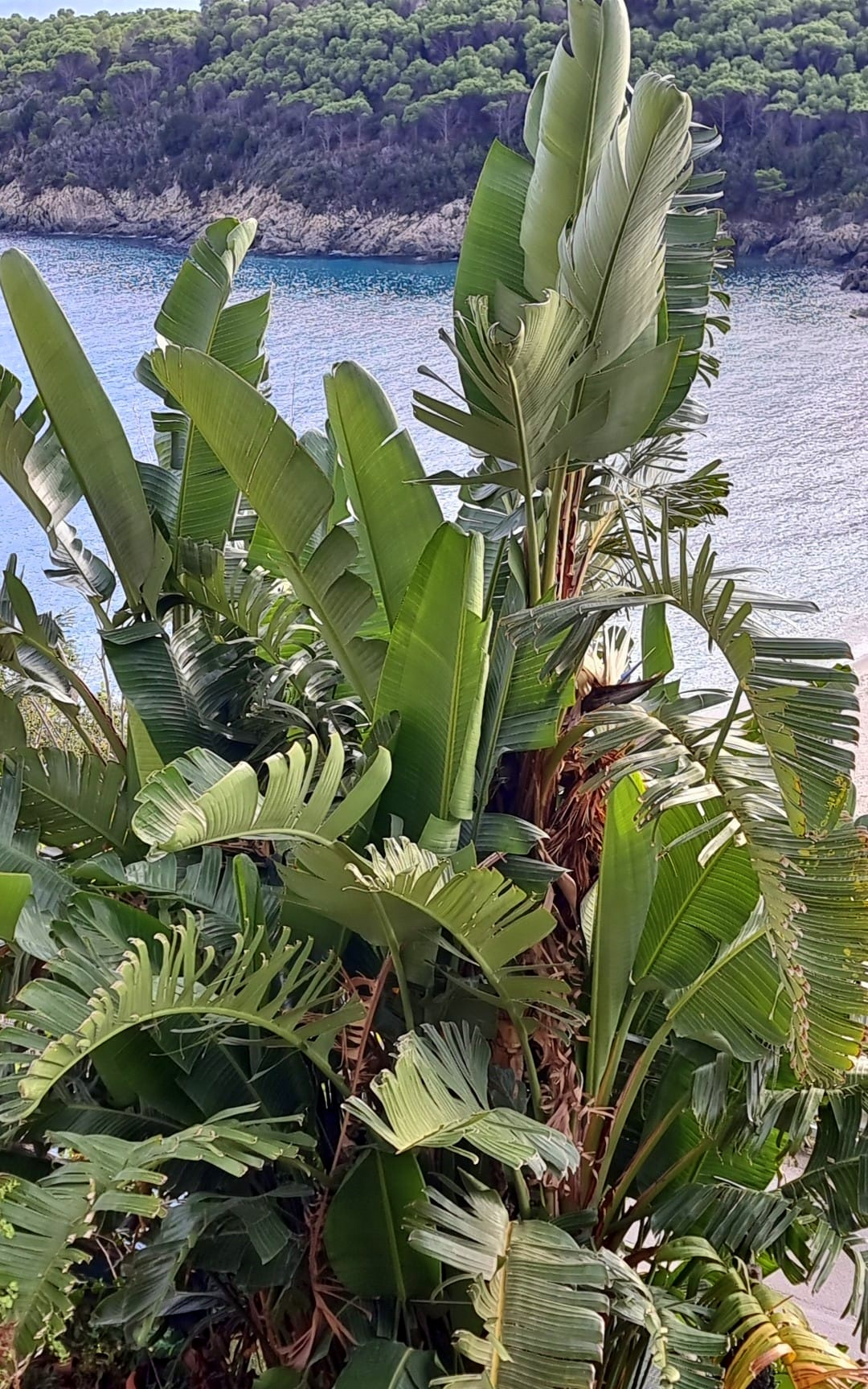
Strelitzia nicolai a Fetovaia (isola d'Elba)

## Coltivazione
Introdotta in Italia nel 1845, la Strelitzia nicolai è comunemente coltivata come elegante pianta decorativa da interni, ma nei climi marittimi più miti (è presente in Puglia e lungo tutta la fascia costiera tirrenica dalla Sicilia  alla Toscana, Elba compresa, fino alla Liguria) cresce regolarmente all'aperto, fiorisce e forma delle piccole colonie. Può sopportare una temperatura di -2°C e risulta essere più resistente al gelo rispetto a Strelitzia reginae.
La propagazione avviene principalmente tramite divisione dei cespi o talee di polloni; meno spesso tramite seme.
Naturalizzata nel Messico orientale (Stato di Veracruz), Strelitzia nicolai, assieme a Strelitzia alba e Strelitzia caudata, è una delle tre più grandi Strelitziaceae.